# 外側胸筋神経
外側胸筋神経（がいそくきょうきんしんけい、英語: lateral pectoral nerve）は、腕神経叢（C5～C6、C7）前枝から出て上神経幹を通って前方に走行する神経で、外側神経束を通り、大胸筋鎖骨部と小胸筋に分布し、停止する。内側胸筋神経と合わせて胸筋神経といったりもする。

## 支配筋
- 大胸筋鎖骨部
- 小胸筋